# Associazione Calcio Prato 1939-1940
Questa voce raccoglie le informazioni riguardanti l'Associazione Calcio Prato nelle competizioni ufficiali della stagione 1939-1940.

## Rosa
| N. |                   | Ruolo | Calciatore            |
| -- | ----------------- | ----- | --------------------- |
|    | Italia (bandiera) | C     | Rolando Bardazzi      |
|    | Italia (bandiera) | D     | Baroncello Baroncelli |
|    | Italia (bandiera) | A     | G. Bernardi           |
|    | Italia (bandiera) | A     | A. Bessi              |
|    | Italia (bandiera) | D     | Ivo Buzzegoli         |
|    | Italia (bandiera) | C     | Armando Casarini      |
|    | Italia (bandiera) | A     | Bruno Chiavacci       |
|    | Italia (bandiera) | A     | Mario Dalfini         |
|    | Italia (bandiera) | C     | L. Dei                |
|    | Italia (bandiera) | C     | Aurelio Fantugini     |
|    | Italia (bandiera) | A     | Fauro Guarducci       |
|    | Italia (bandiera) | D     | Lido Nelli            |
|    | Italia (bandiera) |       | Mario Palazzi         |

| N. |                   | Ruolo | Calciatore         |
| -- | ----------------- | ----- | ------------------ |
|    | Italia (bandiera) | D     | Arnaldo Pantani    |
|    | Italia (bandiera) | P     | Ivo Paolini        |
|    | Italia (bandiera) | A     | Sestilo Porciani   |
|    | Italia (bandiera) | C     | Gino Pucci         |
|    | Italia (bandiera) | A     | Renato Raccis      |
|    | Italia (bandiera) | A     | Walter Rambaldi    |
|    | Italia (bandiera) | A     | Mario Spagnoli     |
|    | Italia (bandiera) | C     | Erode Toffanetti   |
|    | Italia (bandiera) | P     | Enzo Vieri         |
|    | Italia (bandiera) | A     | Sergio Vignolini   |
|    | Italia (bandiera) | D     | Giovanni Villoresi |
|    | Italia (bandiera) | D     | Bruno Zeloni       |